# Bezouce
Bezouce, Bezoça en occitan, est une commune française située dans l'est du département du Gard, en région Occitanie.
Exposée à un climat méditerranéen, elle est drainée par le Vieux Vistre, le Buffalon et par deux autres cours d'eau. Incluse dans les gorges du Gardon, la commune possède un patrimoine naturel remarquable : un site Natura 2000 (les « costières nîmoises »), un espace protégé (les « Costières de Nimes ») et une zone naturelle d'intérêt écologique, faunistique et floristique.
Bezouce est une commune urbaine qui compte 2 341 habitants en 2022, après avoir connu une forte hausse de la population depuis 1962. Elle est ville-centre de l'unité urbaine de Bezouce et fait partie de l'aire d'attraction de Nîmes. Ses habitants sont appelés les Bezouçois ou  Bezouçoises.
Le patrimoine architectural de la commune comprend un immeuble protégé au titre des monuments historiques : l'aqueduc de Nîmes, inscrit  en 1999.

## Géographie

### Localisation
La commune se trouve à 10 km de Nîmes et 31 km d'Avignon.
| Cabrières     |          | Lédenon |
| Saint-Gervasy | Bezouce  | Meynes  |
| Marguerittes  | Redessan |         |

### Climat
Pour des articles plus généraux, voir Climat de l'Occitanie et Climat du Gard.
En 2010, le climat de la commune est de type climat méditerranéen franc, selon une étude s'appuyant sur une série de données couvrant la période 1971-2000. En 2020, Météo-France publie une typologie des climats de la France métropolitaine dans laquelle la commune est exposée à un climat méditerranéen et est dans la région climatique Provence, Languedoc-Roussillon, caractérisée par une pluviométrie faible en été, un très bon ensoleillement (2 600 h/an), un été chaud (21,5 °C), un air très sec en été, sec en toutes saisons, des vents forts (fréquence de 40 à 50 % de vents > 5 m/s) et peu de brouillards.
Pour la période 1971-2000, la température annuelle moyenne est de 13,9 °C, avec une amplitude thermique annuelle de 17 °C. Le cumul annuel moyen de précipitations est de 735 mm, avec 5,8 jours de précipitations en janvier et 2,8 jours en juillet. Pour la période 1991-2020, la température moyenne annuelle observée sur la station météorologique la plus proche, située sur la commune de Nîmes à 12 km à vol d'oiseau, est de 15,6 °C et le cumul annuel moyen de précipitations est de 734,4 mm,. Pour l'avenir, les paramètres climatiques de la commune estimés pour 2050 selon différents scénarios d'émission de gaz à effet de serre sont consultables sur un site dédié publié par Météo-France en novembre 2022.

### Voies de communication et transports

#### Axes ferroviaires
La ligne ferroviaire passant par Bezouce est dite " rive droite ". Elle desservait plusieurs villages entre Nîmes et Remoulins.
Désormais seuls les trains de fret l'empruntent, en attendant une réouverture de cette ligne au trafic voyageur

### Milieux naturels et biodiversité

#### Espaces protégés
La protection réglementaire est le mode d’intervention le plus fort pour préserver des espaces naturels remarquables et leur biodiversité associée,.
La commune fait également partie des gorges du Gardon, un territoire  reconnu réserve de biosphère par l'UNESCO en 2015 pour l'importante biodiversité qui la caractérise, mariant garrigues, plaines agricoles et yeuseraies,.
Un  autre espace protégé est présent sur la commune : 
les « Costières de Nimes », un terrain acquis (ou assimilé) par un conservatoire d'espaces naturels, d'une superficie de 2 027 ha.

#### Réseau Natura 2000

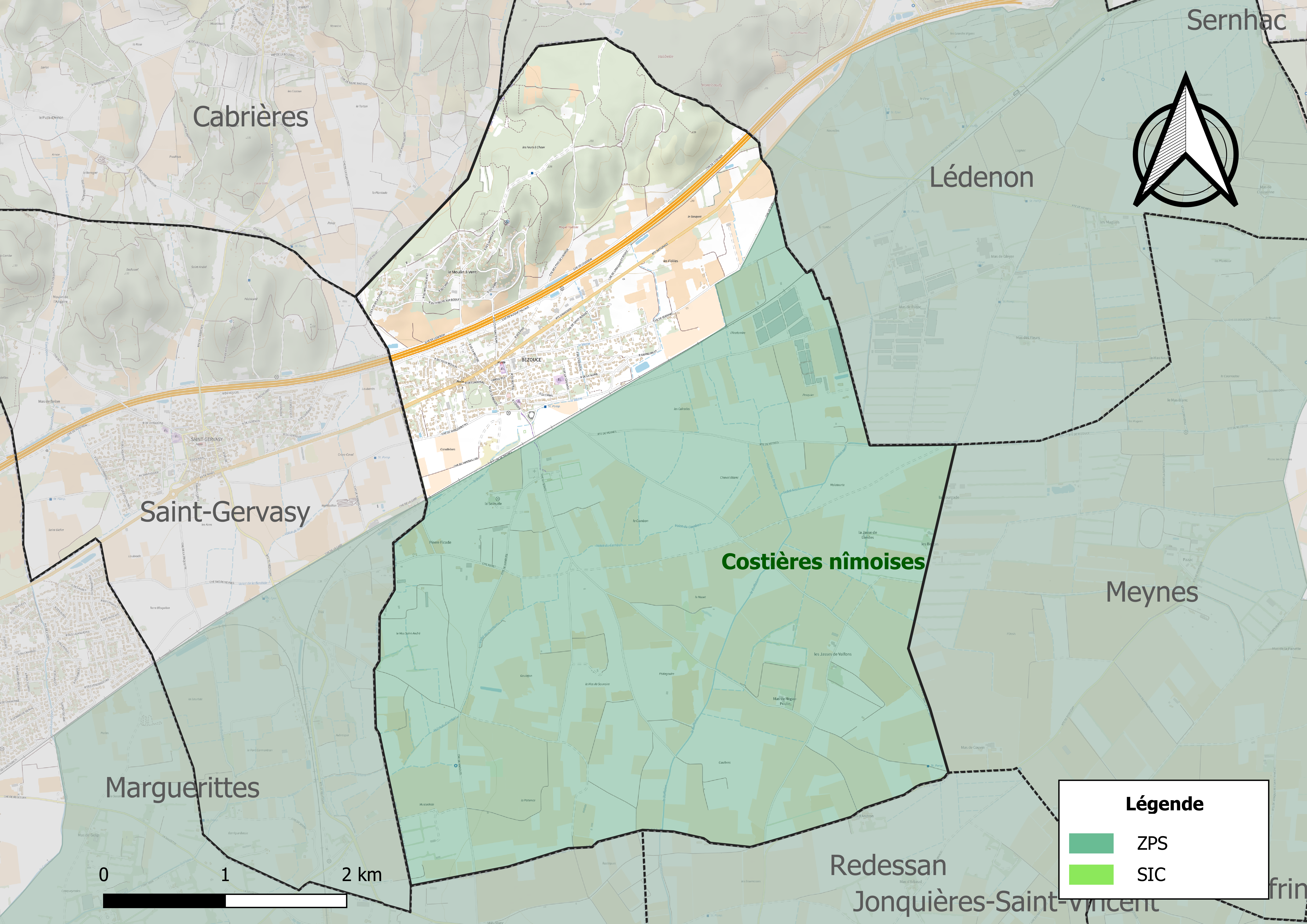
Sites Natura 2000 sur le territoire communal.

Le réseau Natura 2000 est un réseau écologique européen de sites naturels d'intérêt écologique élaboré à partir des directives habitats et oiseaux, constitué de zones spéciales de conservation (ZSC) et de zones de protection spéciale (ZPS).
Un site Natura 2000 a été défini sur la commune au titre  de la directive oiseaux : les « costières nîmoises », d'une superficie de 13 479 ha, qui accueillait, en 2004, 300 mâles chanteurs, soit 60% des mâles reproducteurs de la région et près du quart des mâles reproducteurs en France.

#### Zones naturelles d'intérêt écologique, faunistique et floristique

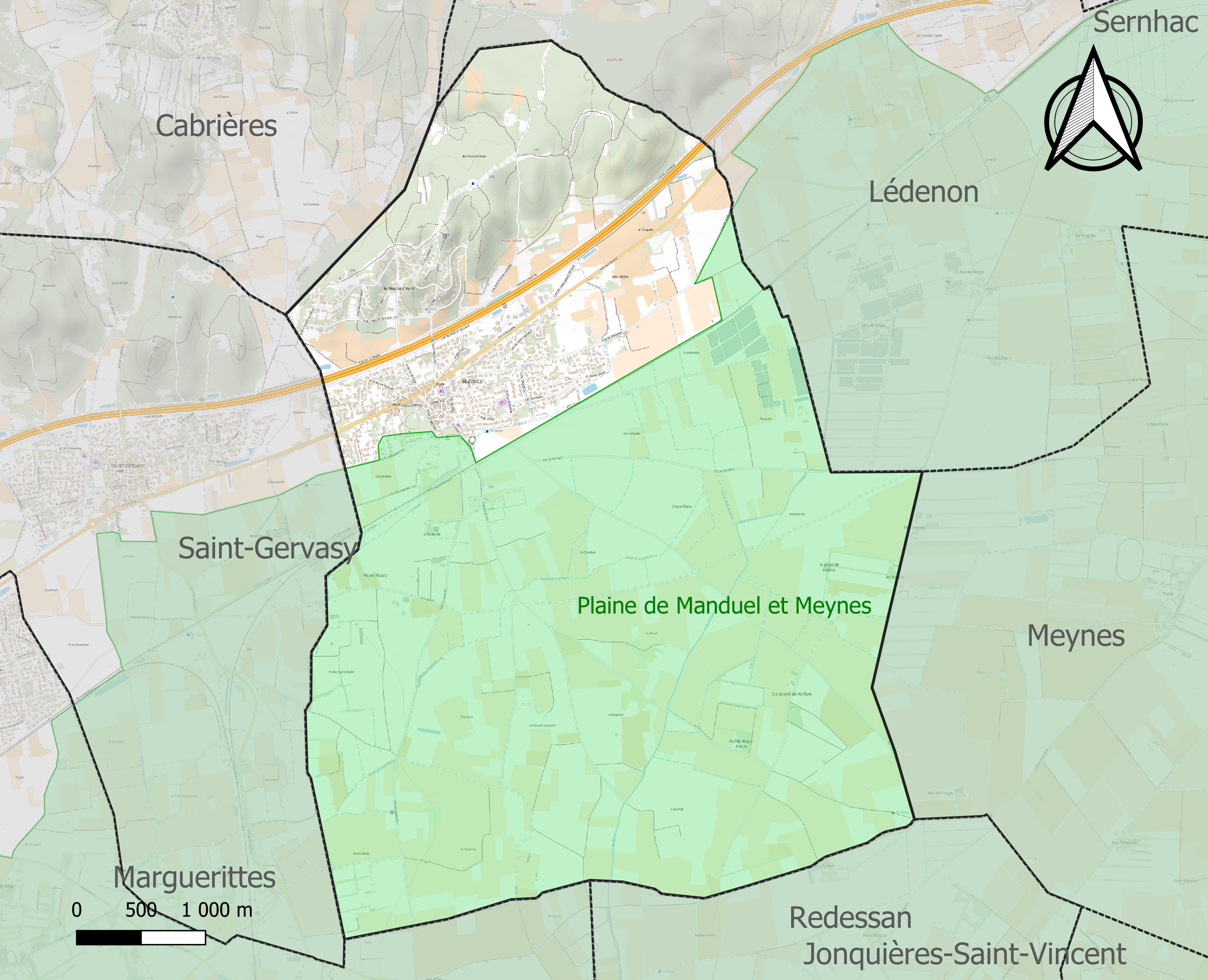
Carte de la ZNIEFF de type 1 localisée sur la commune.

L’inventaire des zones naturelles d'intérêt écologique, faunistique et floristique (ZNIEFF) a pour objectif de réaliser une couverture des zones les plus intéressantes sur le plan écologique, essentiellement dans la perspective d’améliorer la connaissance du patrimoine naturel national et de fournir aux différents décideurs un outil d’aide à la prise en compte de l’environnement dans l’aménagement du territoire.
Une ZNIEFF de type 1 est recensée sur la commune :
la « plaine de Manduel et Meynes » (9 783 ha), couvrant 15 communes du département.

## Urbanisme

### Typologie
Au 1er janvier 2024, Bezouce est catégorisée ceinture urbaine, selon la nouvelle grille communale de densité à sept niveaux définie par l'Insee en 2022.
Elle appartient à l'unité urbaine de Bezouce, une agglomération intra-départementale regroupant trois  communes, dont elle est ville-centre,,. Par ailleurs la commune fait partie de l'aire d'attraction de Nîmes, dont elle est une commune de la couronne,. Cette aire, qui regroupe 92 communes, est catégorisée dans les aires de 200 000 à moins de 700 000 habitants,.

### Occupation des sols
L'occupation des sols de la commune, telle qu'elle ressort de la base de données européenne d’occupation biophysique des sols Corine Land Cover (CLC), est marquée par l'importance des territoires agricoles (81,3 % en 2018), une proportion sensiblement équivalente à celle de 1990 (82,1 %). La répartition détaillée en 2018 est la suivante : 
cultures permanentes (63,3 %), zones agricoles hétérogènes (17,9 %), forêts (10 %), zones urbanisées (8,7 %). L'évolution de l’occupation des sols de la commune et de ses infrastructures peut être observée sur les différentes représentations cartographiques du territoire : la carte de Cassini (XVIIIe siècle), la carte d'état-major (1820-1866) et les cartes ou photos aériennes de l'IGN pour la période actuelle (1950 à aujourd'hui).

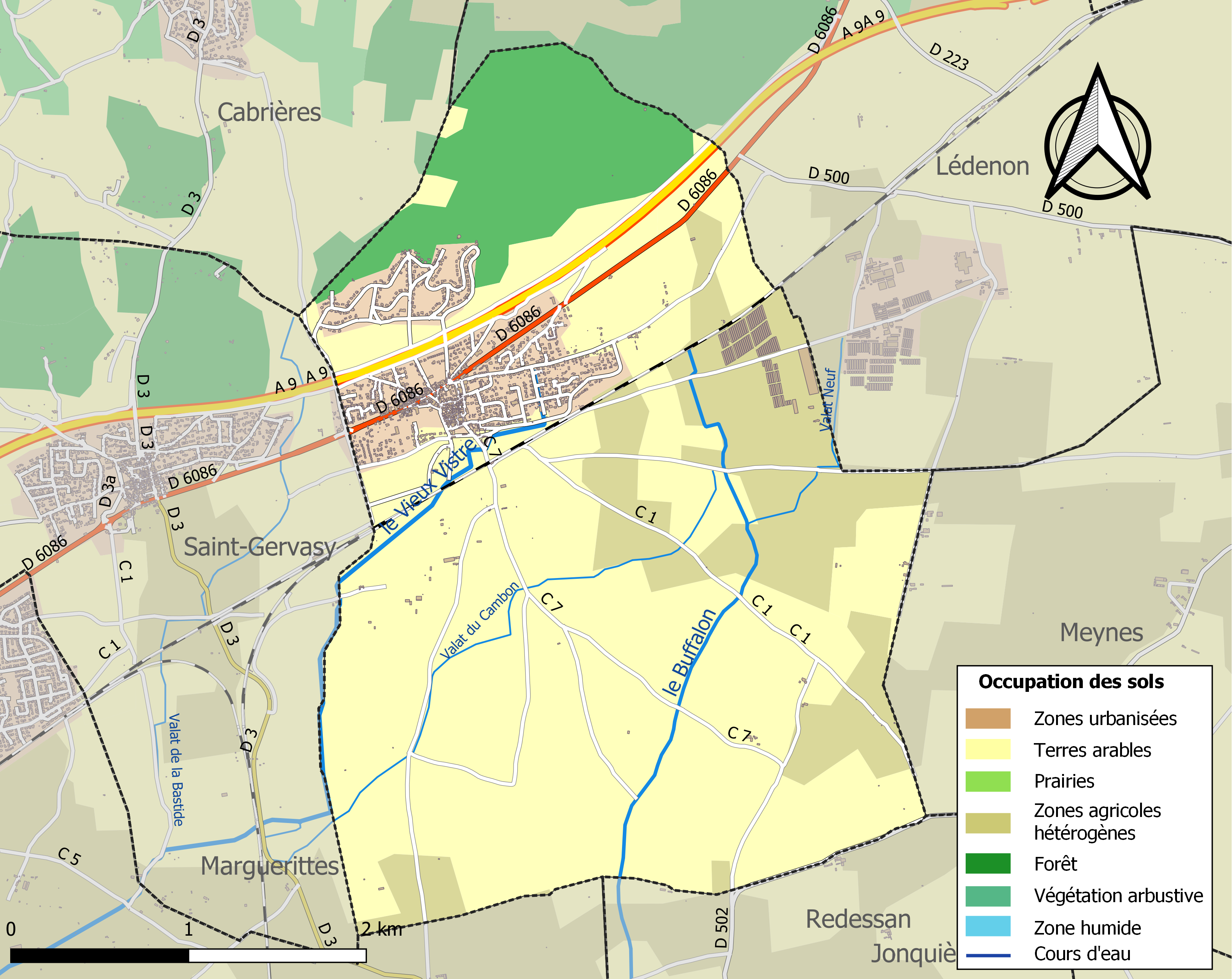
Carte des infrastructures et de l'occupation des sols de la commune en 2018 (CLC).

### Risques majeurs
Le territoire de la commune de Bezouce est vulnérable à différents aléas naturels : météorologiques (tempête, orage, neige, grand froid, canicule ou sécheresse), inondations, feux de forêts et séisme (sismicité modérée). Il est également exposé à un risque technologique, le transport de matières dangereuses. Un site publié par le BRGM permet d'évaluer simplement et rapidement les risques d'un bien localisé soit par son adresse soit par le numéro de sa parcelle.

#### Risques naturels
La commune fait partie du territoire à risques importants d'inondation (TRI) de Nîmes, regroupant 20 communes soumises aux aléas de ruissellement pour la commune de Nîmes et de débordements de cours d’eau, notamment du Vistre, d'un de ses affluents, le Rhôny, et plus à la marge du Rhône, à l’aval, un des 31 TRI qui ont été arrêtés fin 2012 sur le bassin Rhône-Méditerranée. Les événements significatifs passés relatifs à la Vistre sont des crues rapides et violentes, qui causent d’importants dégâts, voire des pertes humaines (octobre 1988, septembre 2002, décembre 2003, septembre 2005 notamment). Concernant le Rhôny, les principales crues recensées à Codognan ont eu lieu en 1845, 1933, 1945, 1958, 1963, 1976, 1987 et en octobre 1988. Cette dernière est la plus importante et marquante pour la population nîmoise. Des cartes des surfaces inondables ont été établies pour trois scénarios : fréquent (crue de temps de retour de 10 ans à 30 ans), moyen (temps de retour de 100 ans à 300 ans) et extrême (temps de retour de l'ordre de 1 000 ans, qui met en défaut tout système de protection),. La commune a été reconnue en état de catastrophe naturelle au titre des dommages causés par les inondations et coulées de boue survenues en 1982, 1987, 1988, 1990 et 2002,.

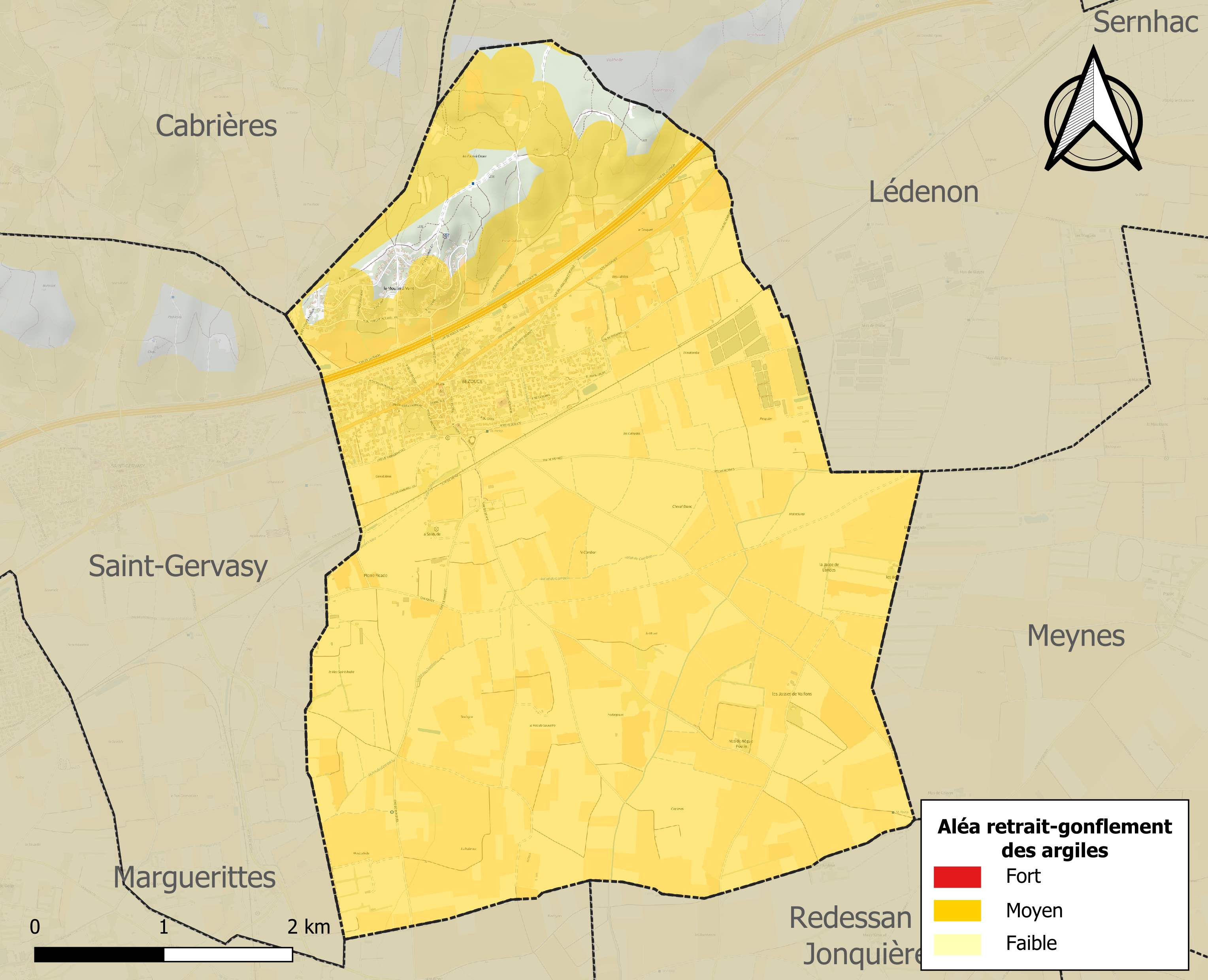
Carte des zones d'aléa retrait-gonflement des sols argileux de Bezouce.

Le retrait-gonflement des sols argileux est susceptible d'engendrer des dommages importants aux bâtiments en cas d’alternance de périodes de sécheresse et de pluie. 95,8 % de la superficie communale est en aléa moyen ou fort (67,5 % au niveau départemental et 48,5 % au niveau national). Sur les 863 bâtiments dénombrés sur la commune en 2019, 806 sont en aléa moyen ou fort, soit 93 %, à comparer aux 90 % au niveau départemental et 54 % au niveau national. Une cartographie de l'exposition du territoire national au retrait gonflement des sols argileux est disponible sur le site du BRGM,.
Par ailleurs, afin de mieux appréhender le risque d’affaissement de terrain, l'inventaire national des cavités souterraines permet de localiser celles situées sur la commune.

#### Risques technologiques
Le risque de transport de matières dangereuses sur la commune est lié à sa traversée par des infrastructures routières ou ferroviaires importantes ou la présence d'une canalisation de transport d'hydrocarbures. Un accident se produisant sur de telles infrastructures est en effet susceptible d’avoir des effets graves au bâti ou aux personnes jusqu’à 350 m, selon la nature du matériau transporté. Des dispositions d’urbanisme peuvent être préconisées en conséquence.

## Toponymie
De l'occitan besoch : serpe à tailler les haies, qui vient du roman besog, besoch qui a donné Bezoça, nom de lieu Bezouche (Gard), du roman Besossa, bas latin Bezocia, Besocia, Bedocia, Bedotia, Biducia, Biducium.
Le nom de la commune est attesté Biducia en 1146. Il pourrait être issu d'une déformation en *bezoça de l'occitan beçosa, « boulaie », lui-même du roman bettea, « bouleau » accompagné du suffixe collectif -osa : « (terre) pourvue de bouleaux, boulaie ». Une autre hypothèse fait appel au nom d'homme gaulois Bituscius mis au féminin pour *Bituscia (villa).
Ses habitants s'appellent les Bezouçois et Bezouçoises.

## Histoire

### Moyen Âge
Le nom de la commune a évolué au cours de l'histoire du village, Biduccia en 1146 puis Besocia en 1384 est une paroisse du doyenné de Marguerittes.

### Époque moderne
Pendant les guerres religieuses du XVIe siècle, Bezouce fut pris et repris par les deux partis ; deux fois, en 1562 et en 1579, les catholiques furent massacrés et le village pillé par les huguenots. Louis XIII séjourna à Bezouce, du 4 au 7 juillet 1629, et y reçut la soumission des protestants de Nîmes.
Avant 1790, Bezouce était une paroisse, de culte catholique, du diocèse et de l'archiprêtre de Nîmes. Son prieuré simple et séculier, du titre de Saint-André, appartenait pour un tiers à l'évêque de Nîmes, seigneur du lieu ; les deux autres tiers des revenus formaient la congrue du vicaire perpétuel que l'évêque instituait seul.

### Époque contemporaine
Bezouce devient succursale érigée par décret du 17 prairial an XIII (6 juin 1805), avec un vicariat, décrété le 7 novembre 1818 ; sa population, majoritairement de confession catholique, s'élève à 774 âmes. Les écoles sont dirigées par des Frères de Saint Andréol. L'établissement des Frères a été fondé en 1859, par le baron de Fontarèches.

## Politique et administration

### Liste des maires
| Période   | Période   | Identité         | Étiquette | Qualité                                                              |
| --------- | --------- | ---------------- | --------- | -------------------------------------------------------------------- |
| 1896      | 1919      | Claude Azan      |           |                                                                      |
| 1919      | 1929      | Jean Castan      |           |                                                                      |
| 1929      | 1945      | Louis Mailhan    |           |                                                                      |
| 1945      | 1949      | Jean Ranquet     |           |                                                                      |
| 1949      | 1965      | Henri Vignaud    |           |                                                                      |
| 1965      | 1989      | André Julian     |           |                                                                      |
| mars 1989 | mars 2001 | Michel Angellier |           |                                                                      |
| mars 2001 | mars 2008 | Jacky Grimaud    | DVG       | Vice-président de Nîmes Métropole                                    |
| mars 2008 | mars 2014 | Daniel Prats     | UMP       | Architecte urbaniste Vice-président de Nîmes Métropole (2008 → 2014) |
| mars 2014 | en cours  | Antoine Marcos   | SE        | Contremaître                                                         |

### Jumelages
Bezouce est jumelée avec :
- Corneliano d'Alba (Italie).

## Population et société

### Démographie
L'évolution du nombre d'habitants est connue à travers les recensements de la population effectués dans la commune depuis 1793. Pour les communes de moins de 10 000 habitants, une enquête de recensement portant sur toute la population est réalisée tous les cinq ans, les populations de référence des années intermédiaires étant quant à elles estimées par interpolation ou extrapolation. Pour la commune, le premier recensement exhaustif entrant dans le cadre du nouveau dispositif a été réalisé en 2006.

En 2022, la commune comptait 2 341 habitants, en évolution de +1,74 % par rapport à 2016 (Gard : +2,97 %, France hors Mayotte : +2,11 %).
| 1793 | 1800 | 1806 | 1821 | 1831 | 1836 | 1841 | 1846 | 1851 |
| ---- | ---- | ---- | ---- | ---- | ---- | ---- | ---- | ---- |
| 800  | 626  | 655  | 855  | 839  | 751  | 740  | 800  | 814  |

| 1856 | 1861 | 1866 | 1872 | 1876 | 1881 | 1886 | 1891 | 1896 |
| ---- | ---- | ---- | ---- | ---- | ---- | ---- | ---- | ---- |
| 840  | 847  | 831  | 867  | 774  | 752  | 701  | 684  | 621  |

| 1901 | 1906 | 1911 | 1921 | 1926 | 1931 | 1936 | 1946 | 1954 |
| ---- | ---- | ---- | ---- | ---- | ---- | ---- | ---- | ---- |
| 619  | 614  | 600  | 516  | 520  | 572  | 558  | 561  | 540  |

| 1962 | 1968 | 1975 | 1982  | 1990  | 1999  | 2006  | 2011  | 2016  |
| ---- | ---- | ---- | ----- | ----- | ----- | ----- | ----- | ----- |
| 619  | 681  | 721  | 1 280 | 1 625 | 1 950 | 2 070 | 2 139 | 2 301 |

| 2021  | 2022  | - | - | - | - | - | - | - |
| ----- | ----- | - | - | - | - | - | - | - |
| 2 328 | 2 341 | - | - | - | - | - | - | - |

## Économie

### Revenus
En 2018  (données Insee publiées en septembre 2021), la commune compte 958 ménages fiscaux, regroupant 2 279 personnes. La médiane du revenu disponible par unité de consommation est de 20 860 € (20 020 € dans le département). 46 % des ménages fiscaux sont imposés (43,9 % dans le département).

### Emploi
|                | 2008   | 2013   | 2018   |
| -------------- | ------ | ------ | ------ |
| Commune        | 10,5 % | 11,1 % | 10,9 % |
| Département    | 10,6 % | 12 %   | 12 %   |
| France entière | 8,3 %  | 10 %   | 10 %   |

En 2018, la population âgée de 15 à 64 ans s'élève à 1 468 personnes, parmi lesquelles on compte 74,3 % d'actifs (63,5 % ayant un emploi et 10,9 % de chômeurs) et 25,7 % d'inactifs,. Depuis 2008, le taux de chômage communal (au sens du recensement) des 15-64 ans est inférieur à celui du département, mais supérieur à celui de la France.
La commune fait partie de la couronne de l'aire d'attraction de Nîmes, du fait qu'au moins 15 % des actifs travaillent dans le pôle,. Elle compte 307 emplois en 2018, contre 265 en 2013 et 272 en 2008. Le nombre d'actifs ayant un emploi résidant dans la commune est de 937, soit un indicateur de concentration d'emploi de 32,8 % et un taux d'activité parmi les 15 ans ou plus de 57,9 %.
Sur ces 937 actifs de 15 ans ou plus ayant un emploi, 176 travaillent dans la commune, soit 19 % des habitants. Pour se rendre au travail, 90,4 % des habitants utilisent un véhicule personnel ou de fonction à quatre roues, 2,2 % les transports en commun, 4,6 % s'y rendent en deux-roues, à vélo ou à pied et 2,7 % n'ont pas besoin de transport (travail au domicile).

### Activités hors agriculture

#### Secteurs d'activités
173 établissements sont implantés  à Bezouce au 31 décembre 2019. Le tableau ci-dessous en détaille le nombre par secteur d'activité et compare les ratios avec ceux du département,.
| Secteur d'activité                                                                                        | Commune | Commune | Département |
| Secteur d'activité                                                                                        | Nombre  | %       | %           |
| --- | ------- | ------- | ----------- |
| Ensemble                                                                                                  | 173     | 100 %   | (100 %)     |
| Industrie manufacturière, industries extractives et autres                                                | 10      | 5,8 %   | (7,9 %)     |
| Construction                                                                                              | 42      | 24,3 %  | (15,5 %)    |
| Commerce de gros et de détail, transports, hébergement et restauration                                    | 46      | 26,6 %  | (30 %)      |
| Information et communication                                                                              | 3       | 1,7 %   | (2,2 %)     |
| Activités financières et d'assurance                                                                      | 2       | 1,2 %   | (3 %)       |
| Activités immobilières                                                                                    | 5       | 2,9 %   | (4,1 %)     |
| Activités spécialisées, scientifiques et techniques et activités de services administratifs et de soutien | 23      | 13,3 %  | (14,9 %)    |
| Administration publique, enseignement, santé humaine et action sociale                                    | 25      | 14,5 %  | (13,5 %)    |
| Autres activités de services                                                                              | 17      | 9,8 %   | (8,8 %)     |

Le secteur du commerce de gros et de détail, des transports, de l'hébergement et de la restauration est prépondérant sur la commune puisqu'il représente 26,6 % du nombre total d'établissements de la commune (46 sur les 173 entreprises implantées  à Bezouce), contre 30 % au niveau départemental.

#### Entreprises et commerces
Les cinq entreprises ayant leur siège social sur le territoire communal qui génèrent le plus de chiffre d'affaires en 2020 sont : 
- GB, commerce d'alimentation générale (361 k€) ;
- Jle TP, travaux de terrassement courants et travaux préparatoires (293 k€) ;
- Les Oleiculteurs Bezoucois L'oulivo, autres commerces de détail alimentaires en magasin spécialisé (157 k€) ;
- Nouveau Camping Les Cypres, terrains de camping et parcs pour caravanes ou véhicules de loisirs (133 k€) ;
- Batifox, travaux de maçonnerie générale et gros œuvre de bâtiment (133 k€).

### Agriculture
La commune est dans la « Plaine Viticole », une petite région agricole occupant le  sud-est du département du Gard. En 2020, l'orientation technico-économique de l'agriculture  sur la commune est la polyculture et/ou le polyélevage.
|               | 1988  | 2000 | 2010 | 2020 |
| ------------- | ----- | ---- | ---- | ---- |
| Exploitations | 64    | 40   | 36   | 26   |
| SAU (ha)      | 1 082 | 684  | 569  | 784  |

Le nombre d'exploitations agricoles en activité et ayant leur siège dans la commune est passé de 64 lors du recensement agricole de 1988  à 40 en 2000 puis à 36 en 2010 et enfin à 26 en 2020, soit une baisse de 59 % en 32 ans. Le même mouvement est observé à l'échelle du département qui a perdu pendant cette période 61 % de ses exploitations,. La surface agricole utilisée sur la commune a également diminué, passant de 1 082 ha en 1988 à 784 ha en 2020. Parallèlement la surface agricole utilisée moyenne par exploitation a augmenté, passant de 17 à 30 ha.

## Culture locale et patrimoine

### Édifices civils
- Aqueduc de Nîmes, site archéologique aqueduc gallo-romain (Inscription MH 23 mars 1999), canal qui alimente la ville de Nîmes. Il prend sa source à Uzès et passe par le pont du Gard. Au XIXe siècle, un second canal a doublé une partie de l'aqueduc gallo-romain. Propriété de la commune.
- Mairie (XIXe siècle).

### Édifices religieux
- Église paroissiale : l'église Saint-André de Bezouce, construite au XIe siècle et agrandie en 1837 et en 1858, était primitivement romane ; les  transformations nouvelles sont de style ogival. Cette église fut témoin, le 8 décembre 1482, d'une cérémonie vue rarement dans une église de village :  la consécration de Jacques de Caulers, Évêque de Nîmes. Jean Bonnail, évêque de Maguelonne, fut le prélat consécrateur. Il était assisté de l'évêque d'Antioche et de Jean de Mareuil, évêque d'Uzès.

### Personnalités liées à la commune
- Alphonse Daudet y passa une partie de sa petite enfance.
- Rodolphe-Ernest, baron de Fontarèches, y vivait.
- Étienne Mourrut a reçu la médaille de la Ville en 2012.

## Héraldique
| Blason de Bezouce | Blason  | Écartelé : au premier d'azur aux trois croisettes latines cousues de gueules mal ordonnées, au deuxième d'hermine plain, au troisième d'argent à la grappe de raisin de gueules feuillée d'une pièce de sinople senestrée d'un rameau d'olivier du même fruité de sable, au quatrième d'azur au moulin à vent d'or sur une terrasse du même, à la plume d'oie d'argent brochant en barre sur le tout. |
| Blason de Bezouce | Détails | |